# Bernard Chouet
Bernard Chouet (nacido como Bernard Chouet, el 14 de octubre de 1945 en Nyon, Suiza) vulcanólogo. Es conocido por encontrar un método de pronóstico de erupción volcánica a través del estudio de la frecuencia de ciertas ondas sísmicas. 

## Reseña biográfica

### Comienzos
En 1968 se graduó como Ingeniero en Electrónica por el Federal Institute of Technology en Lausanne, Suiza. Tras graduarse trabajó brevemente en un laboratorio de robótica. Ingresó a MIT para trabajar en el programa de investigación espacial, que en ese momento realizaba investigaciones para el programa Apolo, que llevaría al hombre a la luna. Cuando la NASA recortó el presupuesto, Chouet fue un busca de otros intereses. Desde niño llamaron su atención los volcanes, tras presenciar una erupción del Etna en Sicilia, por lo que al terminar su maestría en astrofísica y aeronáutica por parte del MIT en 1972 incursionó en el campo de la geofísica. Su objetivo era lograr usar la sismología para predecir el comportamiento de los volcanes. En 1973 MIT le otorgó una maestría en ciencias de la tierra y en 1976 se doctoró en Geofísica también por el MIT, trabajando en el departamento de Geofísica desde 1976 hasta 1983

### US Geological Survey
Desde 1983 Chouet trabaja en el US Geological Survey, primero en la oficina de Sismos, Volcanes e Ingeniería, después como miembro  del Equipo de Riesgos Volcánicos.

## Vida personal
Está casado con Paula Dickson,  la pareja tiene un hijo.

### Predicción de Erupciones Volcánicas
Desde 1977 Keiiti Aki, compañero de Chouet ha desarrollado modelos matemáticos de fracturas de roca por magma en volcanes, para determinar que ondas sísmicas pueden producir esas fracturas.[2] A partir de 1985 el propio Chouet comenzó a desarrollar modelos de dichas fracturas.[3] El punto decisivo de la investigación de Chouet ocurrió en 1986 tras examinar los patrones de la erupción del volcán Nevado del Ruiz en Colombia.[4] En los registros sísmicos encontró que los conocidos como "ondas tipo B" o "eventos de largo período" incrementaron su frecuencia previo a la erupción. (“ondas tipo B” son registros de onda sísmica que se producen por flujos volcánicos emergiendo a través de fisuras en el volcán.) Chouet usó el método de revisión de frecuencia de ondas tipo B para predecir las erupción de 1989 y 1990 del Monte Redoubt en Alaska y la erupción del Volcán Galeras en Colombia en 1993.[5][6] En el año 2000 el gobierno de México utilizó el método de Chouet para predecir la erupción del Popocatépetl.